# 定川寨之戰
定川寨之戰是宋仁宗時爆發的宋夏戰爭的第三場戰事，最後以宋敗夏勝收場。
好水川之戰結束，韓琦、范仲淹被貶謫，“分秦凤、泾原、环庆、鄜延为四路，以韩琦知秦州，王沿知渭州，范仲淹知庆州，庞籍知延州。”西夏又開始商議攻宋大計。宋仁宗慶曆二年（1042年），謀臣張元向景宗李元昊獻計。張元認為，宋朝的精兵良將全部都聚集在宋夏邊境地區，而宋朝關中地區的軍事力量卻十分薄弱，如果西夏大軍牽制宋朝邊境地區的軍隊，使宋朝無暇估計關中地區，然後即可派一支勁旅乘機直搗關中平原，攻佔長安（今陝西西安）。元昊採納了張元的建議，派遣10萬大軍兵分兩路大規模進攻宋朝。一路從劉燔堡（今寧夏隆德）出擊，一路從彭陽城（今寧夏固原東南部）出發向渭州發動攻擊。
闰九月初一，泾原路经略安抚招讨使王沿聞訊急派副总管葛懷敏等人率軍增援劉燔堡。初九日，葛懷敏進抵瓦亭寨（今固原以北，葫蘆河以西），與夏軍作戰。臨行時，王沿告誡葛懷敏切忌深入，可在第背城（今寧夏固原縣南）紮營。葛怀敏不从。二十日，諸宋將雲集镇戎军，赵珣建议固守镇戎，待其兵疲而击。懷敏不聽，分兵四路出擊定川寨，劉湛、沿边都巡检使向進從西水口出兵，泾原路都监赵珣從蓮花堡出發，曹英、泾原都监李知和從劉璠堡出發，懷敏本人則從定西堡出兵。二十一日，刘湛行至赵福新堡（约今宁夏固原西北），即遭夏军截击，退守向家峡（赵福新堡附近）。夏兵繞出背後，出擊东北隅曹英軍，這時突發东北黑风，宋军迎风列阵，一时大乱，曹英面中流矢，墮入城壕溝中。宋軍前線失利，後方更無鬥志，争相入城，兵馬自相踐踏，退保寨內。葛怀敏幾乎被践踏致死，幸由兵士抬回寨中，昏迷許久才醒來。元昊下令斷其水源，以饥渴宋军。
二十二日清晨，懷敏下令突圍，以曹英、赵询为先锋，刘贺、许思纯为左右翼，李知和、王保、王文等殿后，奔趨東南的鎮戎軍（今寧夏固原），驰行二百里，至長城壕（固原西北與隆德接界），西夏军已斷其後路，以逸待劳，从四面冲杀过来。懷敏与部将曹英，李知和、赵珣、王保、王文、刘贺等十六位將領戰死，宋軍九千四百餘人近全軍覆滅，元昊「長驅抵渭州（今甘肅平涼），幅員六七百里，焚盪廬舍，屠掠民畜而去。」元昊用诏书告谕宋朝关中军民：“朕欲亲临渭水，直据长安！”但西夏另一路遇到宋朝原州（今甘肅鎮原）知州景泰的頑強阻擊，斬首千餘級。十月初，元昊得知環慶路經略安撫使範仲淹率軍來援，又受陝西諸路20萬屯兵的牽制，李元昊只得罷兵，未再深入。
宋仁宗慶曆四年（1044年），北宋與西夏達成協議。和約規定：西夏向宋稱臣，元昊接受宋的封號；宋夏戰爭中雙方所擄掠的將校、士兵、民戶不再歸還對方，宋每年給西夏銀、綺、絹、茶共二十五萬五千，史稱「慶曆和議」。